# Новый Имян
Новый Имян — село в Сармановском районе Татарстана. Входит в состав Новоимянского сельского поселения.

## География
Находится в восточной части Татарстана на расстоянии приблизительно 15 км на юго-запад по прямой от районного центра села Сарманово.

## История
Основано в 1880-х годах переселенцами из села Старый Имян, упоминалось также как Ново-Иманово, Ново-Имяково. В начале XX века упоминалось о наличии мечети и мектеба.

## Население
Постоянных жителей было: в 1902 году - 348 душ мужского пола, в 1920 - 738, в 1926 - 525, в 1938 - 602, в 1949 - 442, в 1958 - 379, в 1970 - 385, в 1979 - 313, в 1989 - 199, 215 в 2002 году (татары 100%), 210 в 2010.